# Мирний (Івантієвський район)
Мирний (рос. Мирный) — селище у Івантієвському районі Саратовської області Російської Федерації.
Населення становить 173 особи. Орган місцевого самоврядування — Івантієвське муніципальне утворення.

## Історія
Населений пункт розташований у межах українського історичного та культурного регіону Жовтий Клин.
Від 23 липня 1928 року в складі Пугачовського округу Нижньо-Волзького краю. Орган місцевого самоврядування від 2005 року — Івантієвське муніципальне утворення.

## Населення
| 2010 |
| ---- |
| 173  |